# 陰兒房第3章：從靈開始
《陰兒房第3章：從靈開始》（英語：Insidious: Chapter 3）是一部2015年雷·沃納爾自編自導（导演处女作）的美國超自然恐怖電影，2013年電影《陰兒房第2章：陰魂守舍》的续集。本片2015年6月5日於美國上映。

## 剧情
2007年，在兰伯特闹鬼事件的三年前，青年奎因·布伦纳与退休的恶魔学家埃莉斯·雷尼尔见面。埃莉斯不情愿地同意尝试联系奎因的母亲莉莉的灵魂，她在一年前去世。然而，在感觉到一股邪恶的力量后，埃莉斯敦促奎因不要再尝试联系母亲。
住在奎因公寓楼的老年妇女格雷丝患有失智症，她对奎因说了几句奇怪而隐晦的话，似乎暗指一个看不见的灵魂。奎因后来参加了一所表演艺术学校的试镜。离开试镜后，她在街上看到一个神秘的身影从远处向她挥手。心不在焉的她被一辆汽车撞倒，双腿骨折。
奎因和父亲肖恩、弟弟亚历克斯一起被困在家里，开始经历越来越多令人不安的超自然现象，包括看到一个戴着氧气罩的黑暗灵魂的幻觉，这个人被称为“无法呼吸的人”。奎因意识到，他就是导致她出事的那个人。肖恩碰到了格雷丝的丈夫哈里，得知格雷丝已经去世了。
肖恩与埃莉斯见面。埃莉斯在丈夫杰克死后和肖恩一样陷入悲伤。肖恩试图说服埃莉斯帮助他的女儿，但她拒绝了，说她以前数次造访“陰深處”的黑暗灵魂世界，导致恶灵“黑衣新娘”追杀她。然而，朋友卡尔提醒她1986年乔希·兰伯特的成功案例，并说她比鬼魂更强大，她还活着。她便同意使用她的能力。
由于埃莉斯最初的拒绝，亚历克斯建议肖恩去找所谓的魔鬼学家斯佩克斯和塔克，他们在互联网上已经收获了一批粉丝。在他们的调查过程中，奎因被“无法呼吸的人”短暂附身，攻击了肖恩、斯佩克斯和塔克。肖恩意识到斯佩克斯和塔克是骗子，准备把这两人赶走，这时埃莉斯到来，推断出黑暗灵魂的目标是引诱潜在的受害者到更远的地方，以便吃掉他们的生命力。埃莉斯决定进入灵魂世界，并征得斯贝克和塔克的帮助。
埃莉斯进入“陰深處”，与“黑衣新娘”进行了短暂的斗争，之后发现了杰克的灵魂。杰克开始鼓励埃莉斯自殺，这样他们就可以团聚了。埃莉斯意识到杰克其实是“无法呼吸的人”伪装的，遂命令它释放奎因。奎因现身了。埃莉斯和“无法呼吸的人”为奎因进行了一场斗争，然后埃莉斯逃出了“陰深處”，意识到奎因必须靠自己来打败它。虽然奎因一开始处于劣势，但埃莉斯收到了格雷丝的灵魂发出的信息：莉莉在高中毕业前给奎因留了一封信让她读，但奎因一直没有找到。埃莉斯呼唤莉莉的灵魂来帮忙。莉莉突然出现在“陰深處”，帮助奎因打败了“无法呼吸的人”，激励她站起来扯下他的面具，最后似乎让他窒息而死。奎因终于逃离了“陰深處”。埃莉斯给他们一家人说了些告别的话，包括莉莉的灵魂鼓励他们的话语。她带着斯佩克斯和塔克离开，三人同意组成伙伴关系。
后来在家里，埃莉斯的狗对着一股看不见的力量吠叫。埃莉斯不知道的是，在她身后，一个红脸恶魔正在看着她。

## 反響
本片的評價褒貶不一，爛番茄根據92位影評人給出59%的新鮮度，平均得分5.5。Metacritic上26家媒體綜評52分。根據CinemaScore的調查，在A+至F的評語中，觀眾們給予本片B+的評語。